# Wiktor Kubar

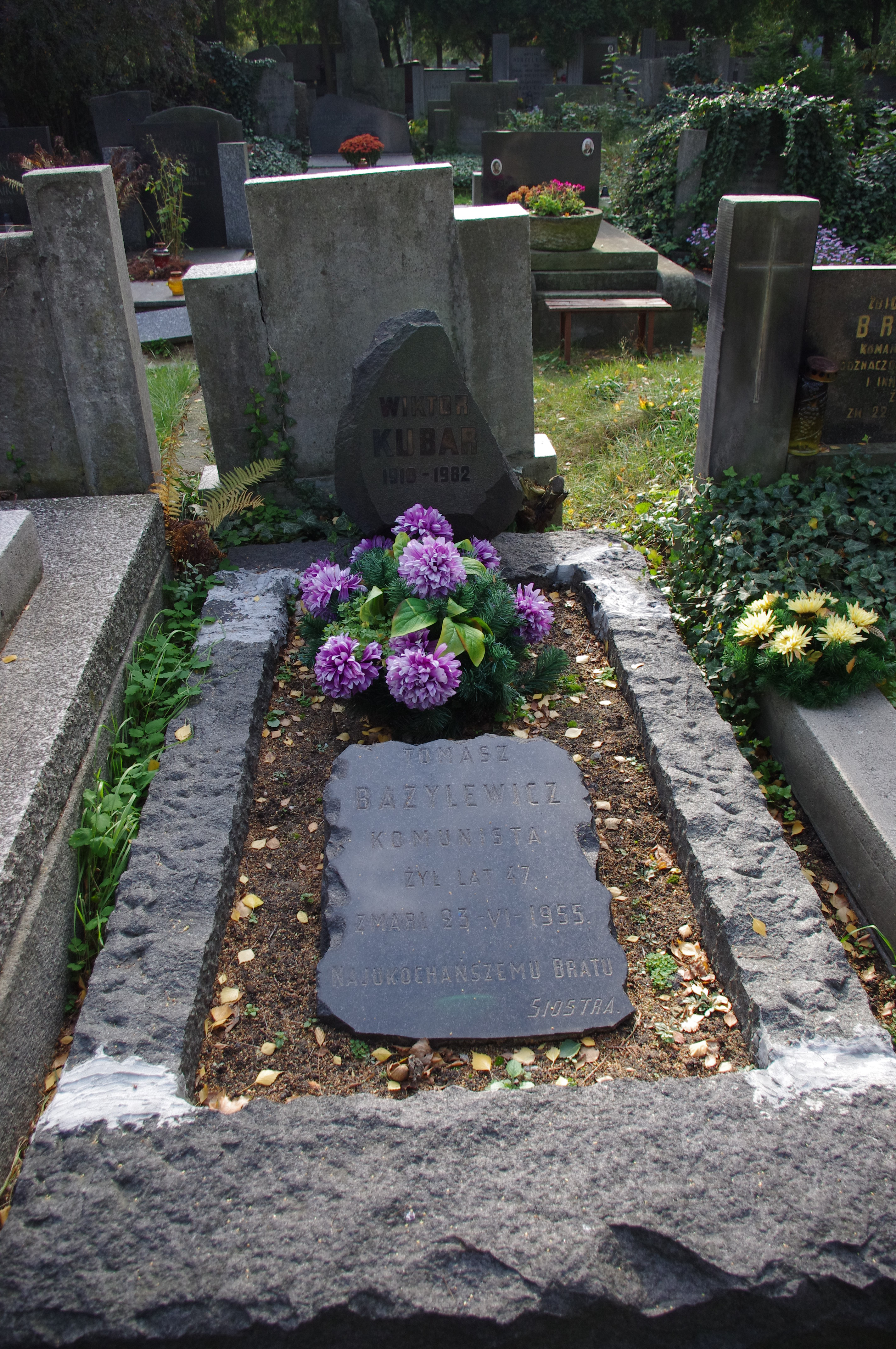
Grób działaczy komunistycznych Tomasza Bazylewicza i Wiktora Kubara na Cmentarzu Wojskowym na Powązkach w Warszawie

Wiktor Kubar ps. „Janek”, „Tadeusz” (właśc. Jakub Rapaport) (ur. 18 września 1910 w Łodzi, zm. 11 stycznia 1982 w Warszawie) – działacz komunistyczny, publicysta i dziennikarz żydowskiego pochodzenia, 1951–1957 wiceprezes Centralnego Urzędu Wydawnictw, 1957–1967 zastępca redaktora naczelnego „Kuriera Polskiego”.

## Życiorys
Był synem tkacza Mojżesza, uczestnika rewolucji 1905. Po ukończeniu szkoły powszechnej w 1925 został zecerem, a w 1928 skończył zawodową szkołę graficzną. Działał w Związku Zawodowym Drukarzy i Pokrewnych Zawodów w Polsce (sekretarz sekcji młodocianych), od 1926 w Związku Młodzieży Komunistycznej (ZMK), a następnie KZMP. Był członkiem, następnie sekretarzem komórki ZMK przy związkach zawodowych, a od 1927 członkiem Komitetu Dzielnicowego (KD) ZMK. Drukował i kolportował odezwy i ulotki komunistyczne i występował na masówkach fabrycznych. Współorganizował demonstrację z okazji Międzynarodowego Dnia Młodzieży (2 września 1928), za co został aresztowany i skazany na półtora roku więzienia. Podczas pobytu w więzieniu w Łęczycy wstąpił do KPP. Popierał stanowisko ultralewicowej frakcji „mniejszości” w KPP. Po zwolnieniu w czerwcu 1930 został członkiem Komitetu Łódzkiego (KŁ) KZMP i KŁ KPP. W 1931 organizował w Warszawie Technikę Centralną KPP, później również Technikę Centralną KPZU. W grudniu 1931 został sekretarzem KŁ KZMP. Od 1932 przebywał w Stanisławowie, gdzie był sekretarzem Komitetu Okręgowego (KO) Komunistycznego Związku Młodzieży Zachodniej Ukrainy (KZMZU). 5 maja 1933 został aresztowany i skazany na 3 lata więzienia. Po zwolnieniu w maju 1936 włączył się w organizowanie „jednolitego frontu” z PPS, OM TUR, ZWM i Legionem Młodych. Z ramienia KZMP współredagował gazetę „Młodzi idą”. Współorganizował strajk włókniarzy i kampanię wyborczą do Rady Miejskiej. W styczniu 1937 został aresztowany pod zarzutem napisania deklaracji wyborczej i apelu do młodzieży, a następnie osadzony w obozie w Berezie Kartuskiej do marca 1938.
W październiku 1939 wraz z Witoldem Kolskim (komunistą i również byłym więźniem Berezy) udał się do Lwowa, gdzie był magazynierem w warsztatach artyleryjskich i dyrektorem technicznym w kombinacie wydawniczym. Po czerwcu 1941 został ewakuowany do Charkowa, następnie do Azji Środkowej. Od października 1941 pracował w kołchozie w obwodzie samarkandzkim, a od kwietnia 1942 w fabryce w Samarkandzie. 27 maja 1943 wstąpił do 1 DP. im. T. Kościuszki jako inspektor sanitarny, a od sierpnia 1943 jako zastępca dowódcy ds. oświatowych kompanii fizylierów w 2 pp. Od września 1943 kierował drukarnią 1 Korpusu, a następnie został sekretarzem odpowiedzialnym gazety Armii Polskiej w ZSRR „Zwyciężymy”. Od czerwca 1944 był sekretarzem odpowiedzialnym „Do broni”. Od 12 lipca 1944 był członkiem PPR. W sierpniu 1944 został awansowany na kapitana i odznaczony Orderem Czerwonej Gwiazdy oraz wyznaczony do zorganizowania gazety „Wolność”. Od czerwca 1946 był naczelnym dyrektorem w Centralnym Zarządzie Przemysłu Graficznego w Ministerstwie Informacji i Propagandy. W maju 1947 został dyrektorem Zakładów Poligraficznych, a w czerwcu 1949 naczelnym dyrektorem przemysłu poligraficznego. Od września 1951 do 1957 był wiceprezesem Centralnego Urzędu Wydawnictw. Od kwietnia 1957 pracował w redakcji „Kuriera Polskiego”, gdzie był zastępcą redaktora naczelnego. W sierpniu 1967 na fali czystek antysemickich został odwołany ze stanowiska, a w marcu 1968 usunięty z PZPR, co nazwał największą tragedią swojego życia. W kwietniu 1968 przeszedł na emeryturę.
Był odznaczony m.in. Orderem Sztandaru Pracy II klasy, Orderem Krzyża Grunwaldu III klasy i Krzyżem Oficerskim Orderu Odrodzenia Polski.
Pochowany na cmentarzu Powązki Wojskowe w Warszawie (kwatera B2-7-18).